# Mohamed Osman Jawari
Mohamed Osman Jawari (arab. محمد عثمان الجواري, ur. 7 grudnia 1945 w Afgooye, zm. 28 czerwca 2024 w Mogadiszu) – somalijski polityk, były minister. Przewodniczący Federalnego Parlamentu Somalii od 28 sierpnia 2012 do 9 kwietnia 2018. Pełniący obowiązki prezydenta Somalii od 28 sierpnia do 16 września 2012.

## Życiorys
Mohamed Osman Jawari urodził się w 1945 w Afgooye, położonym 30 kilometrów na zachód od Mogadiszu. Pochodzi z somalijskiego klanu Rahanwejn. Po ukończeniu szkoły średniej, został absolwentem prawa na Somali National University w Mogadiszu.
W czasie rządów prezydenta Mohammeda Siada Barre zajmował w jego administracji stanowisko ministra transportu, a następnie ministra pracy. W 1991, po obaleniu władzy Siada Barre i wybuchu wojny domowej, opuścił kraj i udał się na emigrację do Norwegii.
Do Somalii powrócił pod koniec pierwszej dekady XXI w. We wrześniu 2011 stanął na czele komitetu ekspertów mającego na celu opracowanie projektu nowej konstytucji kraju. Konstytucja ta została przyjęta przez Narodowe Zgromadzenie Konstytucyjne na początku sierpnia 2012.
20 sierpnia 2012 objął mandat deputowanego do Federalnego Parlamentu Somalii, nowo powołanego parlamentu Somalii, który zgodnie z porozumieniem politycznym z lutego 2012 zastąpił dotychczasowy Przejściowy Parlament Federalny (Transitional Federal Parliament, TFP). Wyboru deputowanych do nowego parlamentu dokonały specjalne komitety złożone ze starszyzny plemiennej. Zgodnie z porozumieniem, 20 sierpnia 2012 upływał również mandat prezydenta kraju Sharifa Sheikha Ahmeda.
28 sierpnia 2012 został wybrany przewodniczącym nowo powołanego Federalnego Parlamentu Somalii i na tym stanowisku pozostawał do 9 kwietnia 2018. Jednocześnie przejął również obowiązki głowy państwa, które pełnił do 16 września 2012, kiedy urząd objął wybrany przez parlament nowym prezydentem kraju Hassan Sheikh Mohamud.